# Иррациональное число
Иррациона́льное число́ — вещественное число, которое не является рациональным, то есть не может быть представлено в виде обыкновенной дроби {\displaystyle {\frac {m}{n}}}, где {\displaystyle m,n} — целые числа, {\displaystyle n\neq 0}. Иррациональное число может быть представлено в виде бесконечной непериодической десятичной дроби.
Другими словами, множество иррациональных чисел есть разность {\displaystyle \mathbb {I} =\mathbb {R} \backslash \mathbb {Q} } множеств вещественных и рациональных чисел.
О существовании иррациональных чисел (точнее отрезков, несоизмеримых с отрезком единичной длины), знали уже древние математики: им была известна, например, несоизмеримость диагонали и стороны квадрата, что равносильно иррациональности числа {\displaystyle {\sqrt {2}}}.
Иррациональными являются, среди прочих, отношение длины окружности к диаметру круга (число π), основание натурального логарифма e, золотое сечение φ, квадратный корень из двух. Все квадратные корни натуральных чисел, кроме полных квадратов, иррациональны.
Иррациональные числа также могут рассматриваться через бесконечные непрерывные дроби. Следствием доказательства Кантора является то, что действительные числа не счётны, а рациональные — счётны, отсюда следует, что почти все действительные числа иррациональны.

## Свойства
- Сумма двух положительных иррациональных чисел может быть рациональным числом.
- Иррациональные числа определяют дедекиндовы сечения во множестве рациональных чисел, у которых в нижнем классе нет наибольшего, а в верхнем нет наименьшего числа.
- Множество иррациональных чисел всюду плотно на числовой прямой: между любыми двумя различными числами имеется иррациональное число.

### Алгебраические и трансцендентные числа
Каждое иррациональное число является либо алгебраическим, либо трансцендентным. Множество алгебраических чисел является счётным множеством. Так как множество вещественных чисел несчётно, то множество иррациональных чисел также несчётно.
Каждое вещественное трансцендентное число является иррациональным; алгебраическое число может быть как рациональным, так и иррациональным..
Множество иррациональных чисел является множеством второй категории.

### Иррациональные числа и непрерывные дроби
Иррациональное число представляются бесконечной непрерывной дробью. Пример, число e:
{\displaystyle e=[2;1,2,1,1,4,1,1,6,1,\ldots ,1,2n,1,\ldots ].}
Квадратичным иррациональностям соответствуют периодические непрерывные дроби.
{\displaystyle \phi ={\frac {1+{\sqrt {5}}}{2}}=[1;1,1,1,1,\dots ].}

## Примеры
Иррациональными являются:
- {\displaystyle {\sqrt {n}}} для любого натурального {\displaystyle n}, не являющегося точным квадратом
- Число {\displaystyle e}, а также {\displaystyle e^{x}} для любого рационального {\displaystyle x\neq 0}
- {\displaystyle \ln x} для любого положительного рационального {\displaystyle x\neq 1}
- Число {\displaystyle \pi }, а также {\displaystyle \pi ^{x}} для любого рационального {\displaystyle x\neq 0}

## Примеры доказательства иррациональности

### Корень из 2
Допустим противное: {\displaystyle {\sqrt {2}}} рационален, то есть представляется в виде дроби {\displaystyle {\frac {m}{n}}}, где {\displaystyle m} — целое число, а {\displaystyle n} — натуральное число.
Возведём предполагаемое равенство в квадрат:
{\displaystyle {\sqrt {2}}={\frac {m}{n}}\Rightarrow 2={\frac {m^{2}}{n^{2}}}\Rightarrow m^{2}=2n^{2}}.
В каноническое разложение левой части равенства число {\displaystyle 2} входит в чётной степени, а в разложение {\displaystyle 2n^{2}} — в нечётной. Поэтому равенство {\displaystyle m^{2}=2n^{2}} невозможно. Значит, исходное предположение было неверным, и {\displaystyle {\sqrt {2}}} — иррациональное число.

### Двоичный логарифм числа 3
Допустим противное: {\displaystyle \log _{2}3} рационален, то есть представляется в виде дроби {\displaystyle {\frac {m}{n}}}, где {\displaystyle m} и {\displaystyle n} — целые числа. Поскольку {\displaystyle \log _{2}3>0}, {\displaystyle m} и {\displaystyle n} могут быть выбраны положительными. Тогда
{\displaystyle \log _{2}3={\frac {m}{n}}\Rightarrow m=n\log _{2}3\Rightarrow 2^{m}=2^{n\log _{2}3}\Rightarrow 2^{m}=3^{n}}
Но {\displaystyle 2^{m}} чётно, а правая часть получившегося равенства нечётна. Получаем противоречие.

### e
См. раздел «Доказательство иррациональности» в статье «e».

## История

### Античность
Первое доказательство существования иррациональных чисел, а точнее существование несоизмеримых отрезков, обычно приписывается пифагорейцу Гиппасу из Метапонта (приблизительно 470 год до нашей эры). Нет точных данных о том, иррациональность какого числа была доказана Гиппасом. Согласно легенде он нашёл его, изучая длины сторон пентаграммы. Поэтому разумно предположить, что это было золотое сечение, так как это и есть отношение диагонали к стороне в правильном пятиугольнике.
Греческие математики назвали это отношение несоизмеримых величин алогос (невыразимым), однако согласно легендам не воздали Гиппасу должного уважения.
Существует легенда, что Гиппас совершил открытие, находясь в морском походе, и был выброшен за борт другими пифагорейцами «за создание элемента вселенной, который отрицает доктрину, что все сущности во вселенной могут быть сведены к целым числам и их отношениям».
Открытие Гиппаса поставило перед пифагорейской математикой серьёзную проблему, разрушив лежавшее в основе всей теории предположение, что числа и геометрические объекты едины и неразделимы.
Феодор Киренский доказал иррациональность корней натуральных чисел до 17 (исключая, естественно, точные квадраты — 1, 4, 9 и 16), но остановился на этом, так как имевшаяся в его инструментарии алгебра не позволяла доказать иррациональность квадратного корня из 17.
По поводу того, каким могло быть это доказательство, историками математики было высказано несколько различных предположений. Согласно наиболее правдоподобному предположению Жана Итара, оно было основано на теореме о том, что нечётное квадратное число делится на восемь с остатком один.
Позже Евдокс Книдский (410 или 408 г. до н. э. — 355 или 347 г. до н. э.) развил теорию пропорций, которая принимала во внимание как рациональные, так и иррациональные отношения. Это послужило основанием для понимания фундаментальной сути иррациональных чисел. Величина стала считаться не числом, но обозначением сущностей, таких как отрезки прямых, углы, площади, объёмы, промежутки времени — сущностей, которые могут меняться непрерывно (в современном понимании этого слова). Величины были противопоставлены числам, которые могут меняться лишь «прыжками» от одного числа к соседнему, например, с 4 на 5. Числа составляются из наименьшей неделимой величины, в то время как величины можно уменьшать бесконечно.
Поскольку никакое количественное значение не сопоставлялось величине, Евдокс смог охватить и соизмеримые, и несоизмеримые величины при определении дроби как отношения двух величин, и пропорции как равенства двух дробей. Убрав из уравнений количественные значения (числа), он избежал ловушки, состоящей в необходимости назвать иррациональную величину числом. Теория Евдокса позволила греческим математикам совершить невероятный прогресс в геометрии, предоставив им необходимое логическое обоснование для работы с несоизмеримыми величинами. Десятая книга «Начал» Евклида посвящена классификации иррациональных величин.

### Средние века
Средние века ознаменовались принятием таких понятий как ноль, отрицательные числа, целые и дробные числа, сначала индийскими, затем китайскими математиками. Позже присоединились арабские математики, которые первыми стали считать отрицательные числа алгебраическими объектами (наряду и на равных правах с положительными числами), что позволило развить дисциплину, ныне называемую алгеброй.
Арабские математики соединили древнегреческие понятия «числа» и «величины» в единую, более общую идею вещественных чисел. Они критически относились к представлениям Евклида об отношениях, в противовес ей они развили теорию отношений произвольных величин и расширили понятие числа до отношений непрерывных величин. В своих комментариях на Книгу 10 «Начал» Евклида, персидский математик аль-Махани (ок. 800 года н. э.) исследовал и классифицировал квадратичные иррациональные числа и более общие кубические иррациональные числа. Он дал определение рациональным и иррациональным величинам, которые он и называл иррациональными числами. Он легко оперировал этими объектами, но рассуждал как об обособленных объектах, например:
Рациональной [величиной] является, например, 10, 12, 3%, 6% и так далее, поскольку эти величины произнесены и выражены количественно. Что не рационально, то иррационально, и невозможно произнести или представить соответствующую величину количественно. Например, квадратные корни чисел таких, как 10, 15, 20 — не являющихся квадратами.
В противовес концепции Евклида, что величины суть в первую очередь отрезки прямых, Аль Махани считал целые числа и дроби рациональными величинами, а квадратные и кубические корни — иррациональными. Он также ввёл арифметический подход к множеству иррациональных чисел, поскольку именно он показал иррациональность следующих величин:
Результат сложения иррациональной величины и рациональной, результат вычитания рациональной величины из иррациональной, результат вычитания иррациональной величины из рациональной.
Египетский математик Абу Камил (ок. 850 г. н. э. — ок. 930 г. н. э.) был первым, кто счёл приемлемым признать иррациональные числа решением квадратных уравнений или коэффициентами в уравнениях — в основном, в виде квадратных или кубических корней, а также корней четвёртой степени. В X веке иракский математик Аль-Хашими вывел общие доказательства (а не наглядные геометрические демонстрации) иррациональности произведения, частного и результатов иных математических преобразований над иррациональными и рациональными числами. Аль-Хазин (900 г. н. э. — 971 г. н. э.) приводит следующее определение рациональной и иррациональной величины:
Пусть единичная величина содержится в данной величине один или несколько раз, тогда эта [данная] величина соответствует целому числу… Каждая величина, которая составляет половину, или треть, или четверть единичной величины, или, сравнённая с единичной величиной составляет три пятых от неё, это рациональная величина. И в целом, всякая величина, которая относится к единичной как одно число к другому, является рациональной. Если же величина не может быть представлена как несколько или часть (l/n), или несколько частей (m/n) единичной длины, она иррациональная, то есть невыразимая иначе как с помощью корней.
Многие из этих идей были позже переняты европейскими математиками после перевода на латынь арабских текстов в XII веке. Аль-Хасар, арабский математик из Магриба, специализировавшийся на исламских законах о наследстве, в XII веке ввёл современную символьную математическую нотацию для дробей, разделив числитель и знаменатель горизонтальной чертой. Та же нотация появилась затем в работах Фибоначчи в XIII веке. В течение XIV—XVI вв. Мадхава из Сангамаграмы и представители Керальской школы астрономии и математики исследовали бесконечные ряды, сходящиеся к некоторым иррациональным числам, например, к {\displaystyle \pi }, а также показали иррациональность некоторых значений тригонометрических функций.

### Новое время
В XVII—XVIII веке в математике прочно укрепились комплексные числа, вклад в изучение которых внесли Абрахам де Муавр (1667—1754) и Леонард Эйлер (1707—1783). Когда теория комплексных чисел в XIX веке стала замкнутой и чёткой, стало возможным классифицировать иррациональные числа на алгебраические нерациональные и трансцендентные (доказав при этом существование трансцендентных чисел), тем самым переосмыслив работы Евклида по классификации иррациональных чисел. По этой теме в 1872 году были опубликованы работы Вейерштрасса, Гейне, Кантора и Дедекинда. Хотя ещё в 1869 году Мерэ начал рассмотрения, схожие с работами Гейне, именно 1872 год принято считать годом рождения теории. Метод Вейерштрасса был полностью изложен Сальваторе Пинкерле в 1880 году, а Дедекинд получил дополнительную известность благодаря более поздней работе автора (1888) и одобрению Поля Таннери (1894). Вейерштрасс, Кантор и Гейне обосновывали свои теории при помощи бесконечных рядов, в то время как Дедекинд работал с (ныне так называемыми) дедекиндовыми сечениями множества вещественных чисел, разделяя все рациональные числа на два множества с определёнными характеристическими свойствами.
Цепные дроби, тесно связанные с иррациональными числами (цепная дробь, представляющая данное число, бесконечна тогда и только тогда, когда число является иррациональным), были впервые исследованы Катальди в 1613 году, затем снова привлекли к себе внимание в работах Эйлера, а в начале XIX века — в работах Лагранжа. Дирихле также внёс значительный вклад в развитие теории цепных дробей. В 1761 году Ламберт с помощью цепных дробей показал, что {\displaystyle \pi } не является рациональным числом, а также что {\displaystyle e^{x}} и {\displaystyle \operatorname {tg} x} иррациональны при любом ненулевом рациональном {\displaystyle x}. Хотя доказательство Ламберта можно назвать незавершённым, принято считать его достаточно строгим, особенно учитывая время его написания. Лежандр в 1794 году, после введения функции Бесселя — Клиффорда, показал, что {\displaystyle \pi ^{2}} иррационально, откуда иррациональность {\displaystyle \pi } следует тривиально (рациональное число в квадрате дало бы рациональное).
Существование трансцендентных чисел было доказано Лиувиллем в 1844—1851 годах. Позже Георг Кантор (1873) показал их существование, используя другой метод, и обосновал, что любой интервал вещественного ряда содержит бесконечно много трансцендентных чисел. Шарль Эрмит доказал в 1873 году, что e трансцендентно, а Фердинанд Линдеман в 1882 году, основываясь на этом результате, показал трансцендентность {\displaystyle \pi }. Доказательство Линдеманна было затем упрощено Вейерштрассом в 1885 году, ещё более упрощено Давидом Гильбертом в 1893 году и, наконец, доведено до почти элементарного Адольфом Гурвицем и Паулем Горданом.